# I tredici spettri
I tredici spettri (Thir13en Ghosts) è un film horror del 2001 diretto da Steve Beck, remake di I 13 fantasmi (1960) di William Castle. Si tratta della seconda opera della Dark Castle Entertainment basata su un film di William Castle: la prima è stata Il mistero della casa sulla collina, remake de La casa dei fantasmi.

## Trama
Il cacciatore di fantasmi Cyrus Kriticos e il suo assistente psichico Dennis Rafkin guidano una squadra in missione per catturare uno spirito chiamato il Tritacarne. Diversi uomini, incluso Cyrus, vengono uccisi mentre la squadra riesce a catturare il fantasma. 
Il nipote di Cyrus, Arthur, un vedovo ancora ferito dalla scomparsa della moglie, viene informato dall'avvocato immobiliare di Cyrus, Ben Moss, che ha ereditato la villa dello zio. Finanziariamente insicuro, Arthur decide di trasferirsi lì con i suoi due figli, Kathy e Bobby, e la loro tata, Maggie.
Dennis incontra la famiglia mentre visitano la villa. La residenza è fatta interamente di lastre di vetro incise con frasi in latino, che Dennis riconosce come incantesimi di sbarramento. Scopre che i dodici fantasmi arrabbiati che lui e Cyrus hanno catturato sono imprigionati nella casa, tenuti prigionieri dagli incantesimi. Mentre avverte Arthur, Moss, trova una borsa piena di soldi e attiva inconsapevolmente un meccanismo che sigilla la casa e libera i fantasmi uno alla volta. L'uomo muore quando una serie di porte scorrevoli lo taglia a metà. Bobby indossa degli occhiali e vede molti dei fantasmi, incluso l'Amante sfiorita, sua madre Jean, che era morta per le ferite riportate in un incendio domestico. Perde i sensi e viene trascinato via.
Dennis usa un paio di occhiali spettrali che consentono a chi li indossa di vedere il regno soprannaturale per evitare i fantasmi. Lo Sciacallo, uno dei fantasmi più pericolosi, attacca Kathy e Arthur ma vengono salvati da Kalina Oretzia, un'esperta del soprannaturale ed ex collaboratrice di Cyrus, che sta tentando di liberare i fantasmi. Kathy intanto scompare, come il fratello. I quattro adulti si riuniscono nella biblioteca dove Arthur scopre che anche il fantasma di Jean è in casa. Tramite un antico libro di incantesimi, Kalina spiega che la casa è in realtà una gigantesca macchina alimentata dai fantasmi che Cyrus ha catturato. Ognuno di essi rappresenta i segni dello Zodiaco Nero e la macchina ha bisogno dell'energia prodotta da questi dodici spiriti per aprire l'Ocularis Infernum, un occhio situato al centro dell'Inferno che, una volta aperto, darà a chi sia in grado di controllarlo il potere di vedere tutto (il passato e il futuro, il cielo e la terra, i beati e i dannati, ecc.), conferendo al suo utilizzatore un potere divino per dominare l'umanità. L'unico modo per spegnere la macchina è attraverso la creazione di un tredicesimo fantasma (chiamato il Cuore Straziato), che a differenza degli altri deve essere creato da un puro atto d'amore e Arthur si rende conto che deve diventare quel fantasma per salvare i suoi figli.
Armati degli occhiali spettrali, Arthur e Dennis entrano nel seminterrato per trovare i bambini. Dennis barrica Arthur dietro una lastra di vetro per la sua protezione, mentre lui viene selvaggiamente picchiato a morte dal Martello e dal Moloch, altri due pericolosi fantasmi. Viene rivelato che Cyrus ha simulato la sua morte per attirare Arthur a casa; Kalina è la sua complice e amante, stordisce Maggie con il libro. Cyrus ha orchestrato tutto tra cui il rapimento di Kathy e Bobby in modo che Arthur diventi il tredicesimo fantasma, il che non fermerà la macchina, come aveva affermato Kalina, al contrario ne completerà l'attivazione aprendo l'Ocularis. La donna si oppone al fatto di mettere in pericolo i bambini e viene uccisa dal suo amante, che usa la registrazione di un incantesimo per convocare i fantasmi al centro della casa per attivare la macchina.
Nella sala principale, Arthur è testimone di tutti e dodici i fantasmi che orbitano attorno a un dispositivo a orologeria di anelli di metallo rotanti, con i suoi figli al centro. Arthur vede Cyrus e dopo essersi tolto gli occhiali, capisce che è vivo e lo attacca, ma ha la peggio e lo zio lo sbeffeggia rivelando che l'ha sempre ritenuto debole e inutile (altro motivo per cui l'ha scelto). Maggie, ripresasi dal colpo, manomette i controlli della macchina, mandandola in tilt e liberando i fantasmi dal controllo di Cyrus, che si vendicato lanciando il loro carceriere negli anelli in movimento, facendolo a pezzi. Con l'incoraggiamento del fantasma di Dennis, Arthur salta attraverso la macchina in sicurezza per proteggere i suoi figli, le pareti della casa si frantumano mentre la macchina malfunzionante  esplode, liberando i fantasmi che spariscono. Il fantasma di Jean appare un'ultima volta alla sua famiglia, dicendo loro che li ama poco prima di svanire anche lei.
Mentre la famiglia esce di casa, Maggie cammina tra i corridoi in pezzi della casa e dichiara con rabbia che lascerà il lavoro di tata.

## Gli spettri
I primi dodici dei tredici fantasmi che compongono l'immaginario "Zodiaco Nero" hanno ciascuno una propria storia. Anche se queste storie non sono state descritte nel film, la produzione e le squadre del trucco le descrivono sul DVD, essendo state usate come linee guida. Cyrus narra la storia di ciascuno spettro. La loro pericolosità sembra incrementare all'aumentare del numero associato a ciascuno di essi. Tutti i fantasmi sono stati posti in prigioni di vetro e sono stati catturati con l'aiuto del sensitivo Rafkin, che li localizzava per Cyrus.
1. Il figlio primogenito (Mikhael Speidel)
Il figlio primogenito è il fantasma di un bambino chiamato Billy Michaels, che era ossessionato dai film western. Un giorno un vicino di casa trovò nello sgabuzzino dei genitori un arco e una freccia, dalla punta di metallo, veri. Il vicino sfidò Billy a un duello, mentre questi aveva solo una pistola giocattolo. In ogni caso, il suo giocattolo non poté nulla contro la freccia e il bambino morì quando il vicino gli trafisse la testa da dietro. Quando morì, Billy indossava il suo vestito da cowboy e impugnava un tomahawk, con la freccia ancora sporgente dalla sua testa. Il suo fantasma bisbiglia "voglio giocare" oppure "gioca con me".
2. Il torso (Daniel Wesley)
Il Torso è il fantasma di un giocatore d'azzardo chiamato Jimmy Gambino. Perdendo tutto a poker, provò a raggirare gli sfidanti sulla sua scommessa e fuggì. Le persone a cui doveva dei soldi tuttavia lo trovarono e lo tagliarono in varie parti, avvolgendole nel cellofan.
3. La donna strangolata (Laura Mennel)
La donna strangolata era una cheerleader, che, dopo aver tradito il suo fidanzato al ballo di fine anno scolastico, fu strangolata da lui e successivamente venne trovata sepolta nel campo da football.
4. L'amante sfiorita (Kathryn Anderson)
L'amante sfiorita è Jean Kriticos, la moglie di Arthur. Ha salvato i suoi bambini dall'incendio della propria casa finendo bruciata.
5. Il principe straziato (Craig Olejnik)
Il principe straziato è il fantasma di Royce Clayton, una stella del baseball. Rimase ucciso in un incidente sfidando un membro di una gang di "Greasers" in una gara di resistenza.
6. La principessa adirata (Shawna Loyer)
La principessa adirata è Dana Newman, ragazza ossessionata dalla perfezione, malgrado fosse già bellissima. Dopo aver provato a eseguire della chirurgia estetica su sé stessa, si accecò per sbaglio e alla fine si tagliò i polsi. Fu trovata con decine di sfregi autoinflitti. Il film accenna che si uccise in realtà per un altro motivo (nella scena in cui compare nella stanza da bagno, si può leggere sul pavimento la frase scritta col sangue "Mi dispiace").
7. La pellegrina (Xantha Radley)
La pellegrina è il fantasma di Isabella Smith, una donna inglese che viaggiò attraverso l'Atlantico e si stabilì in Inghilterra. Era una separatista e questo la isolò dalla vita cittadina e sociale. Venne accusata di stregoneria e fu condannata al rogo.
8. e 9. Il grande bambino e la madre terribile (C. Ernst Harth and Laurie Soper)
La madre terribile è il fantasma di Margaret Shelburne, un'attrazione da circo a causa del suo nanismo (era infatti alta soltanto 90 cm). Venne violentata "dall'uomo alto" e diede alla luce un bambino, Harold, che pesava oltre 136 chilogrammi.
Harold venne viziato dalla madre, che lo allevò per essere la sua guardia del corpo, con l'intento di usarlo per compiere la propria vendetta sugli altri membri del circo che la vessavano in continuazione. Una volta raggiunti i colpevoli, il giovane si rese conto che sua madre era rimasta accidentalmente soffocata nella borsa in cui era rinchiusa. Harold, in preda alla collera, prese un'ascia e uccise il gruppo di assassini. Successivamente, quando il proprietario del circo scoprì cosa aveva fatto Harold, lo fece uccidere e ridurre in pezzi.
10. Il martello (Herbert Duncanson)
Il martello è il fantasma di un fabbro, George Markley, che ha vissuto in una piccola città nel 1890. Fu cacciato dalla città in seguito a un'accusa di furto. Infuriato, rintracciò le persone responsabili dell'uccisione di sua moglie e dei suoi figli e li martellò fino alla morte. I cittadini lo bloccarono, infilzarono il suo corpo con grandi chiodi e gli tagliarono una mano, sostituendola con il suo martello.
11. Lo sciacallo (Shane Wyler)
Lo sciacallo (The Jackal) è Ryan Kuhn, un paziente psichiatrico con l'inclinazione ad aggredire le donne. Perennemente rinchiuso in una camicia di forza aveva una gabbia di metallo bloccata intorno alla testa per impedirgli di mordere le vittime. Dopo quel periodo d'isolamento, crebbe deformato e restìo al contatto fisico umano. Fu l'unica vittima di un incendio scoppiato nell'ospedale psichiatrico: preferì correre verso le fiamme piuttosto che farsi salvare e di conseguenza essere toccato da altre persone.
12. Il Moloch (John DeSantis)
Il Moloch era un serial killer di nome Horace "Breaker" Mahoney, detto "il tritacarne" (per la sua abitudine di ridurre a pezzetti le sue vittime a mani nude). Alto 2 metri, trainava gli automobilisti nel suo sfasciacarrozze dove li assassinava. Essendo impossibile affrontarlo in combattimento, i suoi inseguitori optarono per un metodo più sicuro e lo freddarono con una grandine di pallottole.